# Reinsbüttel
Reinsbüttel là một đô thị thuộc huyện Dithmarschen, trong bang Schleswig-Holstein, nước Đức. Đô thị Reinsbüttel có diện tích 6,83 km², dân số thời điểm 31 tháng 12 năm 2006 là 426 người.